# Mehlmühle (Dorfen)
Der Weiler Mehlmühle auf der Gemarkung Hausmehring ist ein Gemeindeteil der Stadt Dorfen im oberbayerischen Landkreis Erding. Er besteht aus drei Wohnhäusern, einer Wassermühle und einigen Nebengebäuden.

## Lage
Mehlmühle liegt an der Isen etwa zwei Kilometer flussabwärts östlich von Dorfen. Hier überquert die Gemeindestraße zwischen Hampersdorf im Norden und Kloster Moosen im Süden den Fluss.

## Geschichte
Die erste urkundliche Erwähnung soll aus dem Jahr 1132 stammen. Im Dreißigjährigen Krieg soll die Mühle im Jahr 1632 verbrannt worden sein. Bis zu deren Auflösung gehörte der Ort zur Gemeinde Hausmehring, die zum 1. Januar 1972 nach Dorfen eingemeindet wurde. Bei der Volkszählung 1987 gab es im Ort drei Wohngebäude mit fünf Wohnungen und elf Einwohner.